# ウィスカー
ウィスカー (Whisker) は、結晶表面からその外側に向けて髭状に成長した結晶である。ホイスカー、猫のヒゲ、ヒゲ結晶ともいう。
結晶の表面付近に圧縮応力が発生すると、その応力を緩和しようとして新たな結晶がもとの結晶の外側に向けて成長する。結晶成長の起点が小さく、連続的に成長し続ける傾向を持つことから非常に細長い髭状の単結晶が形成される。1 μm 程度の直径に対して 1 mm 以上の長さに達したものはウィスカー繊維と呼ばれ、アスベスト代替繊維として断熱材などに用いられる人造結晶質繊維となる。
1940年代、ベル電話研究所が電話回路用コンデンサーの故障について調査中、電子機器における絶縁不良の原因として細長い髭状の金属を発見した。これは配線の表面に施されていたスズのめっき層からスズが髭状に成長したウィスカーであった。その後、スズに鉛を添加するとウィスカーの発生を抑制できることが見いだされ、このため2000年代前半まで多くの電子部品にはスズ鉛合金のめっきが施されていた。

2000年代に入り、RoHSなど電子機器の環境対応により、鉛フリーはんだをはじめとする鉛フリーの素材が使用されるようになると、再びウィスカーによる短絡が問題となってきた。2006年現在、鉛を使用しないウィスカー対策が研究されている。
特に微小重力状態でウィスカーが成長しやすいことから、微小重力下で使用される人工衛星など航空宇宙用部品では鉛フリーはんだの使用を避け含鉛はんだの使用を継続している事例がある。また、航空宇宙用部品における無鉛化とウィスカー対策を両立させるための研究も進められており、例えばパラキシリレンコーティングを部品に施すことでウィスカーの発生を抑制できることが示されている。
ウィスカーは単結晶であるため、多結晶体から成る一般的な材料とは異なり結晶粒界などの構造的な欠陥が少なく、また不純物をほとんど含んでいないために強度が大きい。このため樹脂、金属、セラミックスなどの強度を大きくする添加剤として利用される。
1970年代のフィクションではしばしば「既存の金属を遥かに超える強度を有する次世代の超金属」として登場している。科学忍者隊ガッチャマンや秘密戦隊ゴレンジャーにてこのようなウィスカーが登場している。